# Leucothyreus nolleti
Leucothyreus nolleti är en skalbaggsart som beskrevs av Renaud Maurice Adrien Paulian 1947. Leucothyreus nolleti ingår i släktet Leucothyreus och familjen Rutelidae. Inga underarter finns listade i Catalogue of Life.